# Hans-Werner Wiermann
Hans-Werner Wiermann (* 20. Februar 1958 in Soltau) ist ein Generalleutnant außer Dienst der Bundeswehr. Er war von Juli 2019 bis Juli 2022 Generaldirektor des Internationalen Militärstabes (DGIMS) im NATO-Hauptquartier.

## Leben
Wiermann trat 1976 in die Bundeswehr ein und wurde zum Instandsetzungsoffizier ausgebildet. An der Hochschule der Bundeswehr in Hamburg studierte er Elektro- und Nachrichtentechnik. Von 1988 bis 1990 durchlief er die Ausbildung zum Offizier im Generalstabsdienst an der Führungsakademie der Bundeswehr in Hamburg. 1990 wurde er Generalstabsoffizier für Logistik (G4) der 1. Panzerdivision in Hannover. 1993 wurde er am British Army Staff College in Camberley ausgebildet.
Wiermann wurde 1994 Referent im Bundesministerium der Verteidigung (BMVg) für Rüstungskontrolle und die Chemiewaffenkonvention und war infolge beim Auswärtigen Amt im Bereich Vertrag über Konventionelle Streitkräfte in Europa tätig.
1997 wurde Wiermann Bataillonskommandeur des Instandsetzungsbataillons 410 in Beelitz, woran sich erneut Referententätigkeiten anschlossen. 2002 wurde er Adjutant des damaligen Generalinspekteurs der Bundeswehr, Wolfgang Schneiderhan. 2004 wechselte Wiermann in die Stabsabteilung Militärpolitik im BMVg und war dort zuletzt erster stellvertretender Leiter.
Ab Januar 2013 war Wiermann Kommandeur des Kommandos Territoriale Aufgaben der Bundeswehr. Diese Funktion übergab er am 23. Juli 2015 an Brigadegeneral Jürgen Knappe. Anschließend wurde er Deutscher Militärischer Vertreter bei den Militärausschüssen von NATO und EU. Von 11. Juli 2019 bis 14. Juli 2022 fungierte er als Generaldirektor des Internationalen Militärstabes (engl. Director General of the International Military Staff, DGIMS) der NATO in Brüssel. Ihm folgte der polnische Generalleutnant Janusz Adamczak. Am 29. August 2022 wurde Wiermann mit einem Großen Zapfenstreich in den Ruhestand verabschiedet.
Spätestens infolge des russischen Überfalls auf die Ukraine hatte Russland mit der Kartierung von Unterwasserinfrastruktur der europäischen Nachbarn in der Nord- und Ostsee sowie im südlichen Polarmeer vor Norwegen und zu Spitzbergen begonnen. Die Nord- und Ostseeanrainerstaaten schätzten die hybride Bedrohung durch Russland als so groß ein, dass Wiermann aus dem Ruhestand zurückbeordert wurde und im Februar 2023 mit der Einrichtung einer Koordinierungszelle für kritische Unterwasserinfrastruktur (engl. Critical Undersea Infrastructure Coordination Cell) betraut wurde.

## Privates
Wiermann ist verheiratet und hat zwei Töchter.